# Bánh mì bí ngô

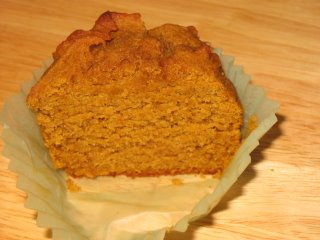
Bánh mì bí ngô

Bánh mì bí ngô là một loại bánh mì ăn nhanh được làm từ nguyên liệu bí ngô và bột mì, loại bánh mì này ẩm, xốp, có vị ngọt của bí ngô. Bí ngô có thể được nấu chín và làm mềm trước khi được sử dụng hoặc chỉ đơn giản là nướng với bánh mì (hoặc bằng cách sử dụng bí ngô đóng hộp làm cho nó lá một món ăn đơn giản để bày biện). Bánh mì bí ngô thường được bổ sung thêm một số loại hạt, sô cô la hoặc nho khô.
Bánh bí ngô thường được nướng trong một chảo bánh hình chữ nhật, và thường là nấu chín vào cuối mùa thu khi bí ngô tươi được thu hoạch. Nó cũng có thể được làm từ bí ngô đóng hộp, kết quả trong một hương vị bí đỏ. Với hàm lượng Vitamin A cao, bánh mì bí ngô thực sự là một lựa chọn tốt cho sức khỏe, tuy nhiền cần lưu ý cách chế biến để làm kiểu bánh này mà có thể giảm được hàm lượng carbs, đường và tăng hàm lượng chất xơ.